# Tove Lo
Ebba Tove Elsa Nilsson (* 29. října 1987, Švédsko, Helsingborg), známá pod uměleckým jménem Tove Lo, je švédská zpěvačka, skladatelka a hudebnice. Proslavila se v roce 2013 nezávisle vydaným singlem „Habits“. Ten zremixovali losangelesští hiphopoví producenti Hippie Sabotage a vznikla tak jeho velmi úspěšná verze „Habits (Stay High)“, která se v roce 2014 postupně dostala až na 3. příčku americké hitparády Billboard Hot 100.
Její první singl jí vynesl smlouvu s nahrávací společností, na základě níž vyšel singl znovu v obou verzích na debutovém EP s názvem Truth Serum v březnu 2014. Její debutové album Queen of the Clouds vyšlo téhož roku pod Island Records. Zatím poslední album Dirt Femme vydala v roce 2022 již pod vlastní nahrávací společností. Její hudební styl bývá popisován také jako grunge nebo "temný" pop.
Jako textařka napsala písně pro mnoho umělců, například pro Icona Pop, Lorde, Ellie Goulding, Zaru Larsson, Avu Max, Girls Aloud a Cher Lloyd. V roce 2015 byla nominována na cenu Grammy za autorství písně „Love Me Like You Do“. Své texty popisuje jako velmi osobní a upřímné. Známá je tím, že se v nich explicitně dotýká témat jako sex, drogy a alkohol.

## Život
Je dcerou spoluzakladatele systému na evidenci tržeb iZettle Magnuse Nilssona a psycholožky Gunilly Nilsson Edholm. Má staršího bratra.
Její umělecká přezdívka Tove Lo vznikla, už když jí byly tři roky, a dostala jí od své kmotry poté, co si v zoo oblíbila rysa (ve švédštině "lo") jménem Tove. Své dětství popisovala jako život velmi ochraňovaného a finančně velmi dobře zajištěného dítěte. V nácti trpěla bulimií a po rozpadu svého prvního vážného vztahu se uchýlila k epizodám sebepoškozování.
Svou první píseň napsala na pomezí 10 a 11 let. Stále vzpomíná na návštěvu svého prvního koncertu, když v 11 letech viděla na živo zpěvačku Robyn ve Vossenbergu, která je její velkou inspirací. Ve 13 letech se blízce seznámila s hudební branží skrz kamarádku z teen skupiny Play. Jejich způsob života ji ohromil a učarovala ji možnost stát se hudebnicí. V 15 letech měla za sebou již dvě veřejná vystoupení a napsaných mnoho vlastních textů. Začala chodit na střední hudební školu Rytmus Musikergymnasiet ve Stockholmu, kterou po dvou letech vystudovala. V rámci výuky byli žáci rozděleni do hudebních skupin - Tove Lo působila v kapele Soul Sessions, kde zpívala spolu s Caroline Hjelt, která později spoluzaložila známé švédské duo Icona Pop.
V roce 2020 se jejím manželem stal kreativní ředitel Novozélanďan Charlie Twaddle, svatba proběhla v Las Vegas.
Popisuje se jako feministka, věří v rovná práva, podporuje LGBTQ komunitu, je proti zákazu potratů a rasismu. I díky svému původu podporuje myšlenku bezplatné zdravotní péče a vzdělání. Podporuje svobodu ženské nahoty bez její sexualizace.

## Kariéra

### Začátky
Již jako malá dívka začala psát básničky a povídky. Později studovala na hudební škole Rytmus Musikergymnasiet. V roce 2006 začala psát texty s kytaristou Christianem Bjerringem a spolu s dalšími studenty ze školy založili po konci studia kapelu Tremblebee, se kterou hráli po švédských barech do jejího rozpadu v roce 2009. Poté se začala intenzivně soustředit na psaní písní, neboť jí umožňovalo stát se dle jejího přání sice úspěšnou, ale nikoli slavnou.

### 2012-2015:Truth SerumaQueen of the Clouds
Poté, co vydala svá první dema, podepsala v roce 2011 smlouvu jako textařka s Warner/Chappell publishing a začala psát písně se známými švédskými skladateli jako Elof Loelv a Alexander Kronlund. Kromě psaní se dle svých slov spíše bokem věnovala tvorbě vlastních nahrávek. Debutový singl „Love Ballad“ vydala nezávisle na podzim roku 2012, video k němu produkovala sama. Druhý singl „Habits“, který s ní spoluautoroval Ludvig Söderberg, vydala nezávisle v březnu 2013 na jejím SoundCloud a přes iTunes, později byl z obchodu odstraněn. Singl byl četně sdílen a získal mnoho pozornosti, včetně chvály od umělců jako Marina and the Diamonds. V roce 2013 spolupracovala na EDM singlech Lucase Norda „Run on Love“ a singlu pro soundtrack k filmu Mortal Instruments: City of Bones od Seven Lions a maďarského dua Myon & Shane 54 s názvem „Strangers“. Její třetí singl „Out of Mind“ byl vydán 15. října 2013.

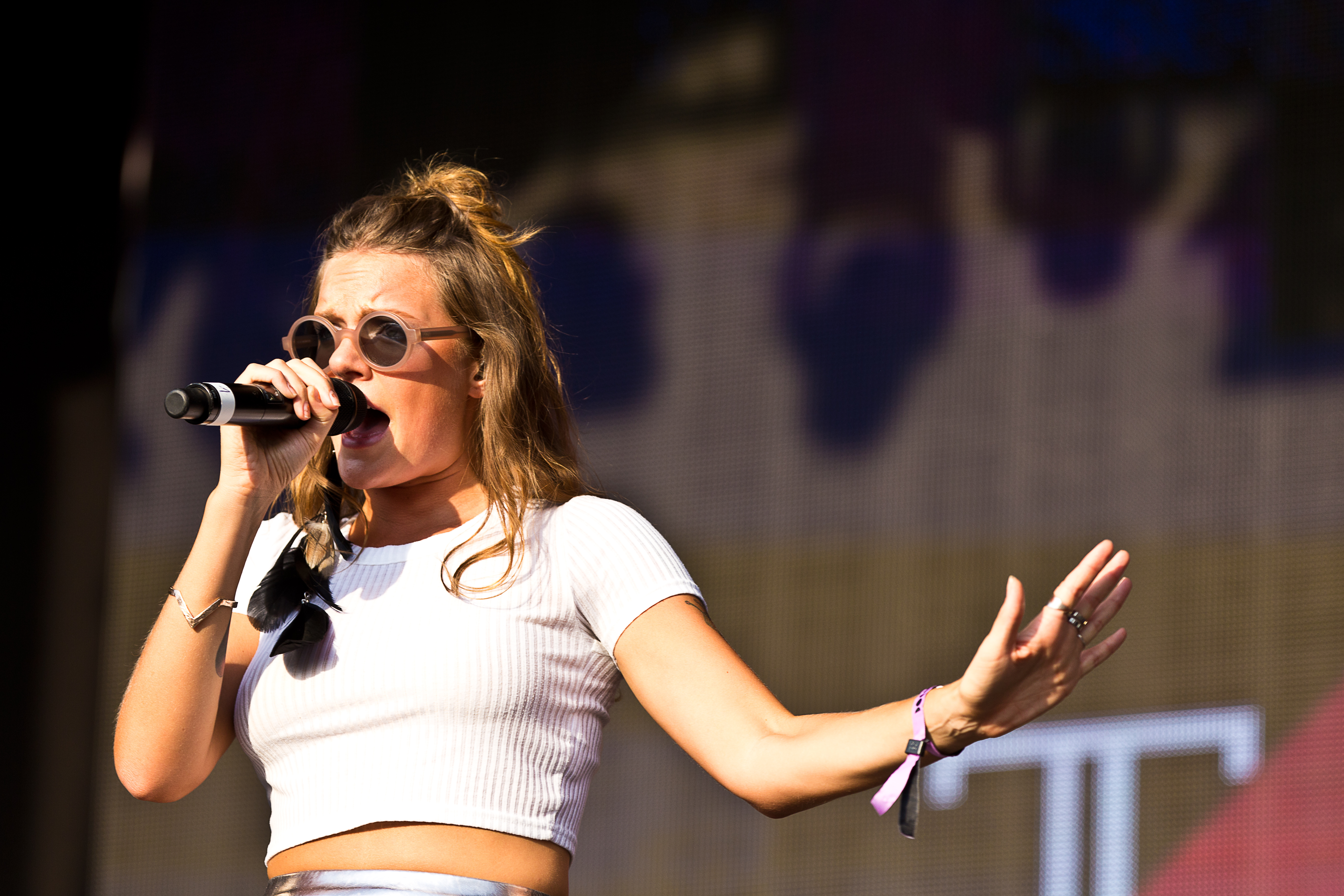
Tove Lo na německém festivalu Melt!, 2015.

V dubnu 2014 vyšel singl „Habits“ znovu v remixované podobě pod názvem „Habits (Stay High)“. Píseň postupně dosáhla v listopadu 2014 až na 3. místo v Billboard Hot 100. Singl byl úspěšný celosvětově, dostal se do nejlepší desítky singlů v Austrálii, Belgii, Dánsku, Nizozemsku, Francii, Novém Zélandu, Norsku a Spojeném království a nejlepších dvaceti ve Spojených státech a v České republice. Tove Lo k němu natočila s přáteli velmi surový videoklip, kterým chtěla co nejpřesněji vystihnout pocity v písni. Video natočili opilí na nočním tahu po barech. V roce 2020 se stal znovu populární díky "drummer girl" remixu na sociální síti TikTok. Ke konci roku 2022 přesáhl jeho videoklip na YouTube miliardu zhlédnutí a zároveň jde o její nejstreamovanější skladbu na platformě Spotify.
Poté, co podepsala smlouvu s Polydor Records, vydala 3. března 2014 své první extended play pojmenované Truth Serum. Vyšel na něm i remix „Habits (Stay High)“. Stala se také předskokankou na australské větvi turné Katy Perry s názvem Prismatic World Tour.
Její debutové album nazvané Queen of the Clouds vyšlo 30. září 2014 pod Island Records. Na albu se objevily její známé singly „Habits (Stay High)“ a „Not on Drugs“, stejně jako nová verze její písničky se švédským DJ Lucasem Nordem „Run on Love“. Dvanáct písní na albu je rozdělených po čtyřech do tří sekcí nazvaných The Sex, The Love a The Pain. Texty vypráví o jejím osobním životě a zkoumají opakující se vzory v jejích milostných vztazích. Na základě její surové image a tematizování sexu a drog v písních adresovala i problematiku dvojího metru pro uměleckou image, která je akceptovaná u mužů ale nikoli u žen v hudebním průmyslu.
V roce 2014 napsala a nazpívala píseň „Scream My Name“ k soundtracku filmu Hunger Games: Síla Vzdoru 1. část. V roce 2015 se objevila v rámci 1989 Tour zpěvačky Taylor Swift a společně zazpívaly singl Tove Lo s názvem „Talking Body“.

### 2016-2018:Lady WoodaBlue Lips
28. října 2016 vydala své druhé studiové album Lady Wood. První singl „Cool Girl“ a vyšel 4. srpna 2016 a druhý „True Disaster“ 15. listopadu 2016. Vydala k němu také krátkometrážní film s erotickými prvky Fairy Dust, který spoluprodukovala. Pět dní před vydáním alba oznámila evropské a severoamerické sólové turné Lady Wood Tour, které začalo 6. ledna 2017. V roce 2017 byla také předskokankou při evropské a severoamerické části světového turné kapely Coldplay nazvaného A Head Full Of Dreams 2017.
17. listopadu 2017 vydala své třetí studiové album Blue Lips, které označila jako pokračování Lady Wood s podtitulem Lady Wood Phase II. Ve srovnání s předchozím albem si Blue Lips vedlo bohužel komerčně hůře. První singl z alba s názvem „Disco Tits“ vyšel v září 2017. Jako druhý singl vydala 7. června 2018 remix písně „Bitches“ s Charli XCX, Icona Pop, Elliphant a Almou.
V roce 2017 přispěla svou písní „Scars“ na soundtrack k filmu Divergence: Aliance.

### 2019-2021:Sunshine Kitty
Na začátku srpna 2019 představila Tove Lo na svém Instagramu tracklist čtvrtého studiového alba Sunshine Kitty, které vyšlo 20. srpna 2019. V srpnu 2019 také vystoupila v pražském Lucerna Music Baru. Vizuál alba s animovanou kočičkou byl inspirován její přezdívkou - oblíbeným zvířetem rysem, kterého má i vytetovaného na ruce. Z desky vyšlo několik singlů: první „Glad He's Gone“, který byl nominován na cenu Grammy v kategorii Nejlepší hudební video, druhý singl „Bad as the Boys“ s finskou zpěvačkou Almou a třetí „Jacques“ ve spolupráci s britským DJ Jaxem Jonesem. 6. září 2019 vyšel singl „Really Don't Like U“ s australskou hudebnicí a skladatelkou Kylie Minogue jako čtvrtý singl alba. Jeho videoklip byl natočen v Praze na Karlově mostě a v Londýně.
15. ledna 2020 vydala singl „Bikini Porn“ a později druhý „Passion And Pain Taste The Same When I’m Weak“, které produkoval Finneas O'Connell (bratr zpěvačky Billie Eilish). Mezitím vydala i další singly z posledního alba: „Are U Gonna Tell Her?“ ve spolupráci s MC Zaac a „Equally Lost“ s Doja Cat. V květnu 2020 vydala deluxe edici desky Sunshine Kitty pod názvem Paw Prints Edition s 8 novými písněmi včetně nového singlu „Sadder Badder Cooler“. 5. února 2021 vydal DJ Martin Garrix skladbu „Pressure“, kterou nazpívala.
Ve filmu The Emigrants si v roce 2021 zahrála roli hladovějící prostitutky ve Švédsku v 50. letech 18. století.

### 2022-současnost:Dirt Femme

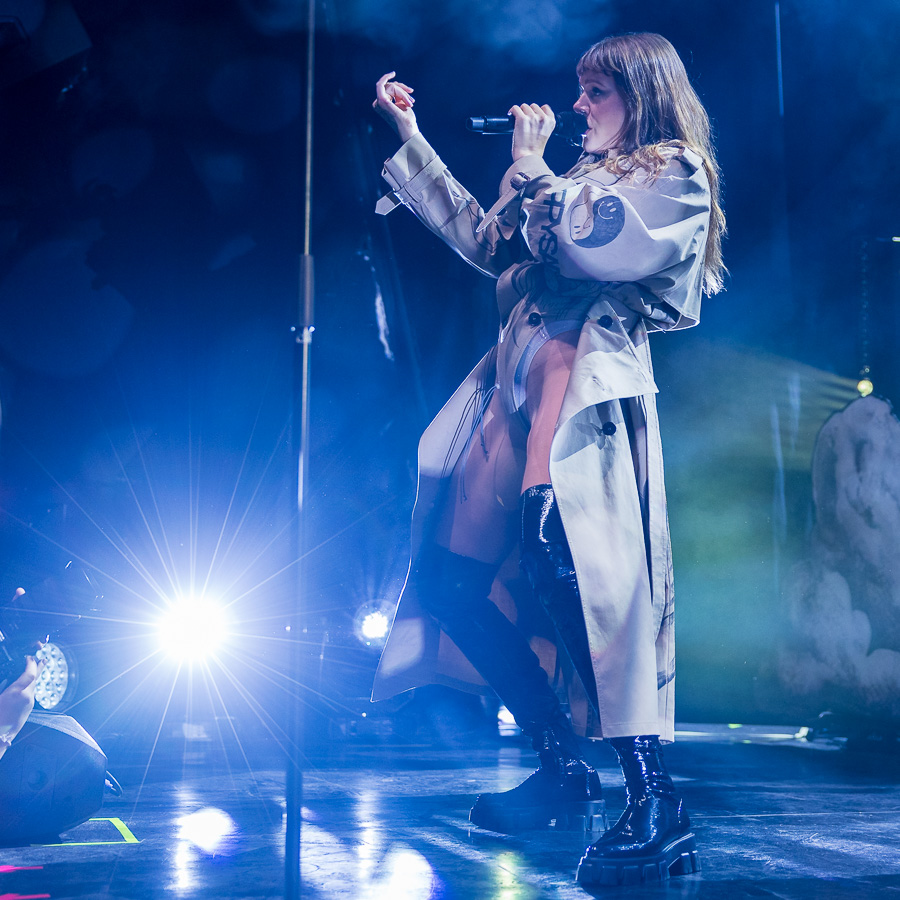
Tove Lo na koncertě v Oslu, 2022.

V říjnu roku 2022 vydala své páté album Dirt Femme s pilotním singlem „How Long“, který se objevil v druhé sérii seriálu Euphoria. O zařazení některé ze svých písní do soundtracku sama jako velká fanynka seriálu požádala dopisem přímo jeho tvůrce. Album vyšlo v její vlastní nahrávací společnosti Pretty Swede Records. Na albu tematizuje svůj vztah k vlastní ženskosti. Kreativní práci na albu začala už v lednu 2020 s písní „No One Dies From Love“, s příchodem pandemie coronaviru ale ztratila inspiraci, která se vrátila při práci na filmu The Emigrants v roce 2021, kdy album dokončila.
V roce 2023 vystoupila živě v Praze na festivalu Metronome.

## Diskografie
- Queen of the Clouds (2014)
- Lady Wood (2016)
- Blue Lips (2017)
- Sunshine Kitty (2019)
- Dirt Femme (2022)

## Skladatelská diskografie
| Rok  | Umělec           | Název skladby                | Umístění                            |
| ---- | ---------------- | ---------------------------- | ----------------------------------- |
| 2012 | Icona Pop        | "We Got the World"           | Icona Pop                           |
| 2012 | Icona Pop        | "Ready for the Weekend"      | Icona Pop                           |
| 2012 | Girls Aloud      | "Something New"              | Ten                                 |
| 2013 | Victoria Justice | "Gold"                       | —                                   |
| 2013 | Amelia Lily      | "Truth or Dare"              | Be a Fighter                        |
| 2013 | Icona Pop        | "Light Me Up"                | This Is... Icona Pop                |
| 2013 | Tal              | "Jealousy"                   | À l'infini                          |
| 2014 | Lea Michele      | "Thousand Needles"           | Louder                              |
| 2014 | Cher Lloyd       | "Killin' It"                 | Sorry I'm Late                      |
| 2014 | The Saturdays    | "What Are You Waiting For?"  | Finest Selection: The Greatest Hits |
| 2014 | Ella Eyre        | "That's Just Me"             | —                                   |
| 2014 | Florrie          | "Turn the World Upside Down" | reklama na ITVBe                    |